# Tobias Wolf (Fußballspieler)
Tobias Wolf (* 6. August 1988 in Fulda) ist ein deutscher Fußballspieler, der von 2012 bis 2023 für Borussia Fulda bzw. die SG Barockstadt Fulda-Lehnerz spielte.

## Karriere
Wolf spielte in seiner Jugendzeit bei JSG Landrücken und bei Eintracht Frankfurt. 2005 wechselte er zum Seniorenbereich der Borussia Fulda. Hier blieb er zwei Jahre bevor er zum KSV Hessen Kassel wechselte, wo er anfangs in der Reservemannschaft und später in der Profimannschaft eingesetzt wurde. Zur Saison 2010/11 wechselte Wolf zu Kickers Offenbach. Hier kam er in seiner ersten Saison bei der Kickers sowohl in der Reservemannschaft als auch in der Profimannschaft zum Einsatz. Im Drittligateam trug er zwar offiziell die Nummer 1, war aber als Ersatztorhüter für Robert Wulnikowski vorgesehen. Bei seinem ersten Einsatz von Beginn an verschuldete er mit einem Patzer die Niederlage gegen Rot Weiss Ahlen. Am Saisonende vertrat er noch zweimal den verletzten Wulnikowski, aber nach Saisonende gab der Verein bekannt, dass man nicht mehr mit ihm plane. In der Saison 2011/12 kam er nur für die OFC-Reserve in der Hessenliga zum Einsatz.
Am 12. Mai 2012 gab Borussia Fulda die Verpflichtung von Wolf bekannt. Mit dem Wechsel zu dem in der Gruppenliga Fulda spielenden Verein entschied sich Wolf gegen eine Karriere als Profifußballspieler. Nachdem im Sommer 2018 die erste Mannschaft in den neuen Verein SG Barockstadt Fulda-Lehnerz integriert wurde, spielte er fortan dort.